# Погорелово (Сельское поселение Чарозерское, у деревни Березово)
Погорелово — деревня в Кирилловском районе Вологодской области.
Входит в состав Чарозерского сельского поселения, с точки зрения административно-территориального деления — в Чарозерский сельсовет.
Расстояние по автодороге до районного центра Кириллова — 187 км, до центра муниципального образования Чарозера — 145 км. Ближайший населённый пункт — Березово.